# Alan Aguerre
Alan Joaquín Aguerre (Buenos Aires, Argentina, 23 de agosto de 1990) es un futbolista argentino. Juega de arquero y su equipo actual es Central Córdoba de Santiago del Estero de la Liga Profesional Argentina.

## Estadísticas
- Actualizado el 4 de mayo de 2021.

| Equipo                      | Div.                | Temporada           | Liga | Liga | Liga | Copas Nacionales | Copas Nacionales | Copas Nacionales | Copas Internacionales | Copas Internacionales | Copas Internacionales | Total | Total | Total |
| Equipo                      | Div.                | Temporada           | PJ   | GR   | VI   | PJ               | GR               | VI               | PJ                    | GR                    | VI                    | PJ    | GR    | VI    |
| --------------------------- | ------------------- | ------------------- | ---- | ---- | ---- | ---------------- | ---------------- | ---------------- | --------------------- | --------------------- | --------------------- | ----- | ----- | ----- |
| Vélez Sarsfield Argentina   | 1.ª                 | 2009-10             | 0    | 0    | 0    | -                | -                | -                | -                     | -                     | -                     | 0     | 0     | 0     |
| Vélez Sarsfield Argentina   | 1.ª                 | 2010-11             | 0    | 0    | 0    | -                | -                | -                | -                     | -                     | -                     | 0     | 0     | 0     |
| Vélez Sarsfield Argentina   | 1.ª                 | 2011-12             | 0    | 0    | 0    | -                | -                | -                | -                     | -                     | -                     | 0     | 0     | 0     |
| Vélez Sarsfield Argentina   | 1.ª                 | 2012-13             | 0    | 0    | 0    | -                | -                | -                | -                     | -                     | -                     | 0     | 0     | 0     |
| Vélez Sarsfield Argentina   | 1.ª                 | 2013-14             | 4    | 3    | 1    | -                | -                | -                | -                     | -                     | -                     | 4     | 3     | 1     |
| Vélez Sarsfield Argentina   | 1.ª                 | 2014                | 0    | 0    | 0    | -                | -                | -                | 1                     | 1                     | 0                     | 1     | 1     | 0     |
| Vélez Sarsfield Argentina   | 1.ª                 | 2015                | 23   | 30   | 5    | 4                | 1                | 3                | -                     | -                     | -                     | 27    | 31    | 8     |
| Vélez Sarsfield Argentina   | 1.ª                 | 2016                | 15   | 16   | 5    | 2                | 1                | 1                | -                     | -                     | -                     | 17    | 17    | 6     |
| Vélez Sarsfield Argentina   | 1.ª                 | 2016-17             | 16   | 21   | 5    | 0                | 0                | 0                | -                     | -                     | -                     | 16    | 21    | 5     |
| Vélez Sarsfield Argentina   | 1.ª                 | 2017-18             | 10   | 10   | 6    | 0                | 0                | 0                | -                     | -                     | -                     | 10    | 10    | 6     |
| Vélez Sarsfield Argentina   | Total               | Total               | 68   | 70   | 22   | 6                | 2                | 4                | 1                     | 1                     | 0                     | 75    | 73    | 26    |
| Newell's Old Boys Argentina | 1.ª                 | 2018-19             | 20   | 15   | 9    | 5                | 7                | 2                | -                     | -                     | -                     | 25    | 22    | 11    |
| Newell's Old Boys Argentina | 1.ª                 | 2019-20             | 23   | 24   | 8    | 1                | 1                | 0                | -                     | -                     | -                     | 24    | 25    | 8     |
| Newell's Old Boys Argentina | 1.ª                 | 2020                | -    | -    | -    | 2                | 4                | 0                | -                     | -                     | -                     | 2     | 4     | 0     |
| Newell's Old Boys Argentina | 1.ª                 | 2021                | -    | -    | -    | 12               | 20               | 2                | 3                     | 1                     | 2                     | 15    | 21    | 4     |
| Newell's Old Boys Argentina | Total               | Total               | 43   | 39   | 17   | 18               | 27               | 4                | 3                     | 1                     | 2                     | 64    | 67    | 23    |
| Total en su carrera         | Total en su carrera | Total en su carrera | 111  | 109  | 41   | 29               | 29               | 2                | 4                     | 2                     | 2                     | 141   | 145   | 49    |

## Palmarés

### Campeonatos nacionales
| Título              | Club            | Sede      | Año     |
| ------------------- | --------------- | --------- | ------- |
| Primera División    | Vélez Sarsfield | Argentina | C-2011  |
| Primera División    | Vélez Sarsfield | Argentina | I-2012  |
| Primera División    | Vélez Sarsfield | Argentina | 2012-13 |
| Supercopa Argentina | Vélez Sarsfield | Argentina | 2013    |

### Distinciones individuales
| Distinción                              | Año  |
| --------------------------------------- | ---- |
| Mejor atajada de la Superliga Argentina | 2019 |